# Amanda Plummer
Amanda Michael Plummer (n. 23 martie 1957, New York City, New York, SUA) este o actriță americană, fiica actorilor Tammy Grimes și Christopher Plummer.

## Biografie
A luat lecții de actorie la colegiul Middlebury din Vermont. În anii 80 a avut câteva apariții episodice, dar debutul și l-a făcut cu Cattle Annie and Little Britches, urmat de The World According to Garp (1982), Daniel (1983) și The Hotel New Hampshire (1984). Succesul său însă a venit de pe scenă. Și-a făcut debutul pe Broadway în 1981 cu rolul Josephine din A Taste of Honey. A câștigat un premiu Tony pentru Cea mai bună intepretare feminină pentru rolul Agnes din Agnes of God. A continuat producțiile de Broadway cu The Glass Menagerie, Dolly Clandon din You Never Can Tell (1986) sau Eliza Doolittle din Pygmalion (1987), rol pentru care a primit o nominalizare la Premiile Tony pentru a treia oară. Pornind de la succesul pe care l-a avut pe scenă, au urmat roluri în filme. O apariție notabilă a fost cea din L.A. Law, în rolul Alice Hackett, pentru care a fost nominalizată la Premiile Emy. În anul 2005 a câștigat acest premiu pentru rolul unei femei schizofrenice, Miranda Cole, din serialul Lege și Ordine, episodul Weak. Două roluri la fel de binecunoscute și bine primite de către public și critica de specialitate au fost Yolanda din Pulp Fiction și Rose din So I Married An Axe Murderer. În 1988 a jucat rolul unei profesoare excentrice în Gryphon, iar personajul său a fost descris în critica vremii ca unul "ciudat, nebunatic și frumos". În 2023 a jucat rolul Vadic în Star Trek: Picard.

## Filmografie

### Film
| An   | Titlu                                      | Rol                          | Note            |
| ---- | ------------------------------------------ | ---------------------------- | --------------- |
| 1981 | Cattle Annie and Little Britches           | Anna "Cattle Annie" McDoulet |                 |
| 1982 | The World According to Garp                | Ellen James                  |                 |
| 1983 | Daniel                                     | Susan Isaacson               |                 |
| 1984 | The Hotel New Hampshire                    | Miss Dawn Miscarriage        |                 |
| 1985 | Static                                     | Julia Purcell                |                 |
| 1987 | Courtship                                  | Laura Vaughn                 |                 |
| 1987 | Made in Heaven                             | Wiley Foxx                   |                 |
| 1989 | Prisoners of Inertia                       | Sam                          |                 |
| 1990 | Joe împotriva vulcanului                   | Dagmar                       |                 |
| 1991 | The Fisher King                            | Lydia Sinclair               |                 |
| 1992 | Freejack                                   | Nun                          |                 |
| 1992 | The Lounge People                          | Sabrina                      |                 |
| 1993 | So I Married an Axe Murderer               | Rose Michaels                |                 |
| 1993 | Needful Things                             | Nettie Cobb                  |                 |
| 1994 | Pulp Fiction                               | Honey Bunny/Yolanda          |                 |
| 1994 | Pax                                        | Franny                       |                 |
| 1995 | Butterfly Kiss                             | Eunice                       |                 |
| 1995 | Nostradamus                                | Catherine de' Medici         |                 |
| 1995 | The Final Cut                              | Rothstein                    |                 |
| 1995 | The Prophecy                               | Rachael                      |                 |
| 1995 | Drunks                                     | Shelley                      |                 |
| 1996 | Dead Girl                                  | Frida                        |                 |
| 1996 | Freeway                                    | Ramona Lutz                  |                 |
| 1997 | American Perfekt                           | Sandra Thomas                |                 |
| 1997 | Hercules                                   | Clotho                       | Voce            |
| 1997 | A Simple Wish                              | Boots                        |                 |
| 1997 | Hysteria                                   | Myrna Malloy                 |                 |
| 1998 | You Can Thank Me Later                     | Susan Cooperbeg              |                 |
| 1998 | L.A. Without a Map                         | Red Pool Owner               |                 |
| 1998 | October 22                                 | Denise                       |                 |
| 1999 | 8½ Women                                   | Beryl                        |                 |
| 2000 | The Million Dollar Hotel                   | Vivien                       |                 |
| 2000 | Seven Days to Live                         | Ellen Shaw                   |                 |
| 2002 | The Gray in Between                        | Jalyn                        |                 |
| 2002 | The Last Angel                             | The Last Angel               | Scurtmetraj     |
| 2002 | Triggermen                                 | Penny Archer                 |                 |
| 2002 | Ken Park                                   | Claude's mother              |                 |
| 2003 | My Life Without Me                         | Laurie                       |                 |
| 2003 | The Cruelest Day                           | Karin                        |                 |
| 2003 | Mimic 3: Sentinel                          | Simone Montrose              | Direct-pe-video |
| 2004 | Satan's Little Helper                      | Merrill Whooly               |                 |
| 2008 | Inconceivable                              | Lesley Banks                 |                 |
| 2008 | Red                                        | Mrs. Diane Doust             |                 |
| 2008 | Affinity                                   | Miss Helena Ridley           |                 |
| 2008 | 45 R.P.M.                                  | Caralee Lucas                |                 |
| 2009 | Samurai Avenger: The Blind Wolf            | Lady in the Car              |                 |
| 2009 | First Time Long Time                       | Maggie                       | Scurt           |
| 2010 | The Making of Plus One                     | Kim Owens                    |                 |
| 2010 | Girlfriend                                 | Celeste                      |                 |
| 2010 | 1001 Ways to Enjoy the Missionary Position | Nora                         |                 |
| 2011 | Vampire                                    | Helga                        |                 |
| 2011 | Dr. Ketel                                  | Louise                       |                 |
| 2011 | Today's Headline                           | Amy                          | Scurt           |
| 2012 | Sophomore                                  | Miss June Hultz              |                 |
| 2012 | Small Apartments                           | Mrs. Luigiana Ballisteri     |                 |
| 2012 | Abigail Harm                               | Abigail Harm                 |                 |
| 2012 | I Have to Buy New Shoes                    | Joanne                       |                 |
| 2013 | The Hunger Games: Catching Fire            | Wiress                       |                 |
| 2014 | Strangely in Love                          | Sister Sarah                 |                 |
| 2015 | Reversion                                  | Elizabeth                    |                 |
| 2016 | The Dancer                                 | Lili                         |                 |
| 2016 | Honeyglue                                  | Alice                        |                 |
| 2018 | We Are Boats                               | Jimmie                       |                 |
| 2018 | A Young Man with High Potential            | Ketura Stantz                |                 |
| 2018 | Freaks of Nurture                          | Mom                          | Voce, scurt     |
| 2019 | Spiral Farm                                | Dianic                       |                 |
| 2021 | Night Raiders                              | Roberta                      |                 |
| 2022 | Showing Up                                 | Dorothy                      |                 |

### Televiziune
| An        | Titlu                                         | Rol                      | Note                                                |
| --------- | --------------------------------------------- | ------------------------ | --------------------------------------------------- |
| 1982      | ABC Afterschool Special                       | Angela Dunoway           | Episodul: "The Unforgivable Secret"                 |
| 1984      | The Dollmaker                                 | Mamie Childers           | Film TV                                             |
| 1987      | Moonlighting                                  | Jackie Wilbourne         | Episodul: "Take a Left at the Altar"                |
| 1988      | The Equalizer                                 | Jill O'Connor            | Episodul: "A Dance on the Dark Side"                |
| 1988      | Gryphon                                       | Ms. Annette Ferenczi     | Film TV                                             |
| 1989      | Miami Vice                                    | Lisa Madsen              | Episodul: "Fruit of the Poison Tree"                |
| 1989      | Tales from the Crypt                          | Peggy                    | Episodul: "Lover Come Hack to Me"                   |
| 1989      | HBO Storybook Musicals                        | Narrator                 | Episodul: "The Story of the Dancing Frog"           |
| 1989      | True Blue                                     | Susan Lizar              | Episodul: "Pilot: Part 1"                           |
| 1989–1990 | L.A. Law                                      | Alice Hackett            | 6 episoade                                          |
| 1990      | Kojak                                         | Phyllis                  | Episodul: "None So Blind"                           |
| 1991      | The Hidden Room                               | Sarah Cole               | Episodul: "A Type of Love Story"                    |
| 1992      | Sands of Time                                 | Sister Graziella         | Film TV                                             |
| 1992      | Miss Rose White                               | Lusia Burke              | Film TV                                             |
| 1993      | Last Light                                    | Lillian Burke            | Film TV                                             |
| 1993      | Whose Child Is This? The War for Baby Jessica | Cara Clausen             | Film TV                                             |
| 1996–2000 | The Outer Limits                              | Dr. Theresa Givens       | 2 episoade                                          |
| 1996      | Duckman                                       | Princess Fallopia (voce) | Episode: "The Road to Dendron"                      |
| 1996      | The Right To Remain Silent                    | Paulina Marcos           | Film TV                                             |
| 1996      | Don't Look Back                               | Bridget                  | Film TV                                             |
| 1996      | Under the Piano                               | Franny Basilio           | Film TV                                             |
| 1998      | Stories from My Childhood                     | The Queen                | Voce, episodul: "The Twelve Months & The Snow Girl" |
| 1999      | The Apartment Complex                         | Miss Chenille            | Film TV                                             |
| 2002      | Night Visions                                 | Music Professor          | Episodul: "The Maze"                                |
| 2002      | Get a Clue                                    | Miss Kim Dawson          | Film TV                                             |
| 2004      | Law & Order: Special Victims Unit             | Miranda Cole             | Episodul: "Weak"                                    |
| 2006      | Battlestar Galactica                          | Oracle Selloi            | Episodul: "Exodus"                                  |
| 2007      | WordGirl                                      | Lady Redundant Woman     | Voce, episodul: "Lady Redundant Woman"              |
| 2009–2013 | Phineas and Ferb                              | Profesor Poofenplotz     | Voce, 2 episoade                                    |
| 2014      | Hannibal                                      | Katherine Pims           | Episodul: "Takiawase"                               |
| 2015      | The Blacklist                                 | Tracy Solobotkin         | Episodul: "The Deer Hunter"                         |
| 2020      | Ratched                                       | Louise                   | 7 episoade                                          |
| 2023      | Star Trek: Picard                             | Cpt. Vadic               | 6 episoade                                          |

### Jocuri video
| An   | Titlu    | Rol    | Note   |
| ---- | -------- | ------ | ------ |
| 1997 | Hercules | Clotho | [ 12 ] |

### Teatru
| An        | Titlu                   | Rol                | Note                               |
| --------- | ----------------------- | ------------------ | ---------------------------------- |
| 1979      | A Month in the Country  | Vera Aleksandrovna |                                    |
| 1979      | Artichoke               | Lily-Agnes         |                                    |
| 1981      | A Taste of Honey        | Josephine          |                                    |
| 1982      | Agnes of God            | Sister Agnes       |                                    |
| 1983      | Lee Harvey Oswald       | Marina             | Bayview Playhouse, Toronto, Canada |
| 1983      | The Glass Menagerie     | Laura Wingfield    |                                    |
| 1985      | A Lie of the Mind       | Beth               |                                    |
| 1986      | You Never Can Tell      | Dolly Clandon      |                                    |
| 1987      | Pygmalion               | Eliza Doolittle    |                                    |
| 1990      | Abundance               | Bess               |                                    |
| 1998      | Killer Joe              | Sharla Smith       |                                    |
| 2005      | The Lark                | Joan of Arc        |                                    |
| 2006–2007 | Summer and Smoke        | Alma Winemiller    |                                    |
| 2013      | The Two-Character Play  | Clare              |                                    |
| 2017      | The Night of the Iguana | Hannah Jelkes      |                                    |